# Trivisa
Trivisa (樹大招風) és una pel·lícula de thriller criminal d’acció de Hong Kong del 2016 produïda per Johnnie To i Yau Nai-hoi , amb els debuts com a directors dels nouvinguts Frank Hui, Jevons Au i Vicky Wong. La pel·lícula és una història de ficció sobre tres mafiosos de Hong Kong notoris de la vida real, Kwai Ping-hung, Yip Kai Foon i Cheung Tze-keung , que són retratats a la pel·lícula per Gordon Lam, Richie Jen i Jordan Chan respectivament. La pel·lícula es va estrenar a la secció Fòrum del 66è Festival Internacional de Cinema de Berlín. La pel·lícula també va inaugurar la 40a edició del Festival Internacional de Cinema de Hong Kong el 21 de març de 2016 i es va estrenar a Hong Kong el 7 d'abril de 2016.
En l'ensenyament budista, Trivisa és el terme sànscrit per als tres verins (o les tres arrels insalubres) —avarícia, ira i il·lusió— que donen lloc al patiment.

## Argument
A començaments de 1997, els mafiosos Kwai Ching-hung, Yip Kwok-foon i Cheuk Tze-keung, que mai s'han conegut, es troben tots a Hong Kong. Des d'aleshores, es rumoreja que els tres mafiosos més famosos de Hong Kong, coneguts a l'inframón com els "Tres Reis dels lladres", estan conspirant per aconseguir un cop final abans de la transferència de sobirania sobre Hong Kong. Tanmateix, inicialment ningú no és conscient del rumor.
L'extravagant Cheuk és un segrestador d'èxit que extorsiona diners als rics, malgrat que la policia el vigila. En escoltar el rumor, Cheuk decideix buscar en Yip i en Kwai per satisfer la seva necessitat d'una emoció més gran. Cheuk crea una línia directa i ofereix diners per a aquells que el puguin ajudar a trobar Yip i Kwai.
En el passat, Yip era un lladre poderós i prestigiós, però un tiroteig amb la Policia Reial de Hong Kong el fa fugir a la Xina, on canvia el seu comerç pel contraban d'electrònica falsificada. Tot i que té èxit en el seu negoci, s'enfada cada cop més a causa de la necessitat de corrompre els funcionaris xinesos. En sentir el rumor, en Yip es planteja abandonar el seu negoci i tornar a agafar la seva arma. Després d'una sèrie d'humiliacions, Yip decideix trucar a Cheuk.
El cautelós Kwai utilitza diversos pseudònims per ocultar la seva identitat. La seva experiència és en robatoris a petita escala, que suposen un risc mínim però que també aporten pocs beneficis. Abans va matar tres policies de Hong Kong quan el van identificar, i després es va amagar a l'estranger durant un temps. Torna a Hong Kong amb dos gàngsters de la Xina continental per robar una joieria. Per explorar la joieria, Kwai se'n va a allotjar-se a l'apartament proper de Fai, un amic i antic membre de la banda que, amb una dona i una filla petita, des d'aleshores ha anat tirant. Kwai li diu a Fai que ven telèfons, però després utilitza la filla de Fai per evitar sospites mentre obté armes. Kwai s'assabenta del rumor, però inicialment es limita a contactar amb Cheuk. Quan Kwai abandona el robatori a l'últim minut, els gàngsters no volen tornar a la Xina amb les mans buides i s'ofereixen per unir-se a Kwai en gestes més grans. Kwai fingeix pagar la parella i després els mata a punyalades. Quan Fai descobreix els veritables motius de Kwai, li suplica que deixi de posar en perill la seva família. Kwai respon que marxarà l'endemà, i decideix trucar a Cheuk.
Al final, tots tres arriben a un final enganxós. Quan Yip truca a Cheuk a la nit, un resident local es molesta i truca a la policia de Hong Kong. Els companys contrabandistes de Yip es fan passar per turistes xinesos continentals confosos, i enganyen amb èxit la policia perquè els deixin marxar. Quan un policia insulta de manera desenfrenada els contrabandistes, en Yip esclata. Segueix els policies i els dispara amb el seu AK-47, a la vista dels altres policies a una cafeteria. Aquests agents disparen a Yip, que intenta arrossegar-se cap al seu AK-47 però aviat perd la seva mobilitat perquè la ferida el paralitzarà per sempre.
Quan Kwai truca a Cheuk a la nit, en Kwai presumeix de les seves gestes per confirmar la seva identitat. Fai, que no era conscient de l'èxit que tenien els robatoris de Kwai, desperta i escolta això. Quan en Kwai sospita que en Fai ho va escoltar, en Kwai obre la porta de l'habitació de la família amb el ganivet a la mà, mentre en Fai fa veure que dorm. Kwai finalment no actua contra Fai i la seva família. Quan en Kwai es desperta, descobreix que un equip SWAT de la policia està convergint a l'apartament, mentre que Fai i la seva família ja han fugit.
Cheuk és enganyat perquè es trobi amb l'antic soci de Yip, ara traficant d'armes, després que se li va dir que Yip estaria present. A la reunió, Cheuk és contactat tant per Yip com per Kwai. El traficant d'armes intenta segrestar Cheuk per obtenir un rescat, però Cheuk l'envia i s'escapa amb un camió ple de dinamita per utilitzar-lo en un gran pla amb Yip i Kwai. No obstant això, Cheuk colpeja un motociclista i xoca el camió. Mentre Cheuk està amuntegant la dinamita vessada de nou al camió, la policia arriba i Cheuk es rendeix.
La pel·lícula finalment revela, en un flashback, que Cheuk, Yip i Kwai es van trobar una vegada al mateix restaurant l'any 1997, sense saber la identitat dels altres. D'aquí neix el rumor. La pel·lícula es tanca amb les imatges de la cerimònia de lliurament de Hong Kong de 1997.

## Repartiment
- Gordon Lam com a Kwai Ching-hung (季正雄), basat en Kwai Ping-hung (季炳雄)
- Richie Jen com a Yip Kwok-foon (葉國歡), basat en Yip Kai-foon)
- Jordan Chan com a Cheuk Tze-keung (卓子強), basat en Cheung Tze-keung)
- Tommy Wong com a The Fence (銷贓佬)
- Elliot Ngok com a Ho Yu-kei (何裕基)
- Stephen Au com a inspector Wu (胡警官)
- Lam Suet com a Boss Fong (方老闆)
- Wan Yeung-ming com a gos vell (老狗)
- Philip Keung com a Fai (大輝)
- Frankie Ng com a Ting (鼎爺)
- Lau Ka-yung com a Mestre Sai (師傅細)
- Hung Yan-yan com a Kwan-sai (昆西)
- A Yin-gor com a comandant (連長)
- Zhang Kai com a Hong Qi (紅旗)
- Le Zi-long com Wong Lei (王磊),
- Thimjapo Chattida com a migdia
- Aoi Ma com a Bo (寶兒),
- Kam Loi-kwan com a Kam (阿金),
- Huang Kai-sen com a Chung (阿忠),
- Jimmy Wong com a pescador
- Ben Yuen com a cap Chen (陳科),
- Yan Zi-fei com a amant del cap Chen
- Law Chi-sing com a Gui (阿貴)
- Ho Ka-wah com Guang (阿廣)
- Hui Ping-hang com a Cap Long (龍科)
- Li Ying-to com a cançó principal (宋局)
- Leung Kin-ping com a gerent Fok (霍經理)
- Chiu Chi-shing com a Còndor (秃鷹)
- Lee Man-piu com a pulmó (速龍)
- Keung Kam-shan com a dona policia
- Keung Kam-kui com a policia
- Wong Wai-tong com a policia
- Law Tsin-wong com a reporter de notícies
- Yu Tat-chi com a Cheng Kin-kuen (鄭建權)
- Yang Yu-fei com a agent de duanes
- Hu Bin-hui com a camarada
- Flora Cheung com a informadora
- Lam Ka-shing com a oficial de clients
- Wong Gar-ling com a informador
- Jamie Lee com a informador
- Chow Pok-fu com a informador
- Yan Ngai-to com a informador
- Wong Che-keuong com a informador
- Ng Kwok-ming com a informador
- Cheung Pet-wu com a informador
- Yeung Sai-ho com a policia
- Ursula Lin com a cambrera (林美宏)
- Kwok Yuk-keung com a policia
- Ho Ka-fai com a informador
- Daniel Kwok
- Skyline Leung

## Recepció

### Taquilla
La pel·lícula va recaptar 3.392.095 HK$ durant els seus primers tres dies d'estrena a Hong Kong i es va estrenar al núm. 3 durant el seu cap de setmana de debut. Al final de la seva cinquena setmana, la pel·lícula ha recaptat uns 9.180.000 HK$.

### Recepció crítica
Clarence Tsui de The Hollywood Reporter va donar a la pel·lícula un positiu elogi de les actuacions de Richie Jen i Gordon Lam, el muntatge d'Allen Leung i David Richardson i l'anomena "una impressionant targeta de visita que indica un futur cinematogràfic més brillant." Fionnuala Halligan de Screen Daily va elogiar l'escenografia i el muntatge de la pel·lícula i creu que la pel·lícula "atreu clarament l'interès del festival." Edmond Lee del South China Morning Post va puntuar la pel·lícula amb 4/5 estrelles i lloa la visió atrevida de la pel·lícula i com els directors nouvinguts Frank Hui, Jevons Au i Vicky Wong "no podrien haver fet un començament més fort a les seves incipients carreres."

## Controvèrsia
Trivisa va ser prohibida a la Xina continental. Quan va guanyar el Premi de Hong Kong Film a la millor pel·lícula el 2017, l'emissió va quedar enfosquida als televisors de Mainland.
A finals de 2015, Cheung Wai-chuen, propietari d'una empresa de propietats cinematogràfiques, i Law Yun-lam, un empleat d'una empresa de logística, van ser arrestats per tinença de diners falsificats que es van utilitzar a Trivisa sense els permisos adequats per a l'emmagatzematge i transport, que els productors de la pel·lícula s'encarregaven d'assegurar. Tot i estar marcats com a accessoris, el jutge va considerar que els diners falsos semblaven massa reals: dient "Ningú podria descartar el risc que la gent robés aquestes falsificacions i les utilitzessin com a diners reals. "Cheung i Law van ser condemnats a quatre mesos de presó per un tribunal de districte de Hong Kong el maig de 2018, una condemna que es va suspendre durant dos anys. La Federació de Cineastes de Hong Kong va condemnar el cas afirmant: "Això va en contra de la dedicació de la indústria a la professionalitat en el cinema. Les autoritats van assumir un cas que era injust. Els membres de la indústria cinematogràfica de Hong Kong no sols estan decebuts i furiosos, també ens envia calfreds per l'espina dorsal". Alguns membres de la indústria cinematogràfica sospitaven que el cas estava influenciat per la Xina continental.

## Premis i nominacions
| Premis i nominacions                                   | Premis i nominacions                     | Premis i nominacions                   | Premis i nominacions |
| Cerimònia                                              | Categoria                                | Receptor                               | Resultat             |
| ------------------------------------------------------ | ---------------------------------------- | -------------------------------------- | -------------------- |
| 53ns Premis de Cinema Cavall d'Or                      | Millor pel·lícula                        | Trivisa                                | Nominat              |
| 53ns Premis de Cinema Cavall d'Or                      | Millor director novell                   | Frank Hui, Jevons Au, Vicky Wong       | Nominat              |
| 53ns Premis de Cinema Cavall d'Or                      | Millor guió original                     | Loong Man-hong, Thomas Ng, Mak Tin-shu | Guanyador            |
| 53ns Premis de Cinema Cavall d'Or                      | Millor maquillatge i disseny de vestuari | Suki Yip                               | Nominat              |
| 53ns Premis de Cinema Cavall d'Or                      | Millor muntatge                          | Allen Leung, David Richardson          | Guanyador            |
| 11ns Asian Film Awards                                 | Millor actor                             | Richie Jen                             | Nominat              |
| 11ns Asian Film Awards                                 | Millor actor secundari                   | Lam Suet                               | Guanyador            |
| 11ns Asian Film Awards                                 | Millor guió                              | Mak Tin-shu, Loong Man-hong, Thomas Ng | Nominat              |
| Premi de la Societat de Crítics de Cinema de Hong Kong | Millor pel·lícula                        | Trivisa                                | Guanyador            |
| Premi de la Societat de Crítics de Cinema de Hong Kong | Millor actor                             | Gordon Lam                             | Guanyador            |
| 36ns Premis de Cinema de Hong Kong                     | Millor pel·lícula                        | Trivisa                                | Guanyador            |
| 36ns Premis de Cinema de Hong Kong                     | Millor director                          | Frank Hui, Jevons Au, Vicky Wong       | Guanyador            |
| 36ns Premis de Cinema de Hong Kong                     | Millor atcor                             | Loong Man Hong, Thomas Ng, Mak Tin Shu | Guanyador            |
| 36ns Premis de Cinema de Hong Kong                     | Millor actor                             | Richie Jen                             | Nominat              |
| 36ns Premis de Cinema de Hong Kong                     | Millor actor                             | Gordan Lam                             | Guanyador            |
| 36ns Premis de Cinema de Hong Kong                     | Millor actor secundari                   | Philip Keung                           | Nominat              |
| 36ns Premis de Cinema de Hong Kong                     | Millor muntatge                          | Allen Leung, David Richardson          | Guanyador            |